# آلفردو گوارینی
آلفردو گوارینی (ایتالیایی: Alfredo Guarini؛ ۲۳ مه ۱۹۰۱ – ۶ آوریل ۱۹۸۱) یک کارگردان، فیلم‌نامه‌نویس، و تهیه‌کننده اهل ایتالیا بود.
از جمله فیلم‌های او می‌توان به گذرنامه سرخ اشاره کرد.